# Manshichi Sakamoto
Manshichi Sakamoto (坂本 万七, Sakamoto Manshichi) (13 janvier 1900 -  19 avril 1974) est un photographe japonais.